# 1372-es busz
Az 1372-es jelzésű autóbuszvonal Miskolc és Hajdúszoboszló (Miskolc – Polgár – Debrecen – Hajdúszoboszló) között húzódó távolsági vonal, amelyet a Volánbusz Zrt. üzemeltet.

## Útvonala
A miskolci autóbusz-állomásról indul. A 3-as főúton halad Mezőkövesd felé, hasonlóan a többi erre megforduló járathoz, odairányban a főúton, visszirányban a Csabai kapun és a Corvin utcán át. A Miskolctapolcai elágazáson túl Hejőcsabát, majd Görömbölyt súrolja, de csak utóbbinál áll meg. A Tapolcai elágazáshoz a kollégisták közlekedését segítő Miskolc Egyetemvárosából induló expresszjárat kapcsolódik be, 11 perc után elhagyja a megyeszékhelyet. Első település a Mályi-tóról híres Mályi, melyet 1 megállóban szolgál ki, mint ahogy a szomszédos Nyékládházát is. Itt elkanyarodik a 35-ös főút felé, keresztezi a Budapest–Sátoraljaújhely vasútvonalat, majd a kavicsbányák és bányatavak után átmegy az M30-as autópályán Nagycsécsre, utána Sajószöged irányába folytatja kilométereit. Néhány perc és a járásközpont Tiszaújvárosba érkezik. Következőnek megyehatárt átlépve már a hajdú-bihari Polgáron tartózkodik, utána egykori vasútállomása közelében az M3 Outlet Centert keresi fel. Az észak-alföldi régióban Görbeházán megy át következőnek, 26 kilométerrel később a térség egyik nagyobb városán, Hajdúböszörményen, előtte többször is érinti Pród településrészét. Magyarország 2. legnagyobb városát északnyugati irányból közelíti meg, egy ismételten kollégista járat a Debreceni Orvostudományi Egyetemnál végállomásozik, máskülönben a többi a nagyváros autóbusz-állomásán. A nap folyamán közvetlen eljutás pár alkalommal Hajdúszoboszlóra is biztosított, Ebesen át a 4-es főúton, ahonnan mindössze 250 méter a Hajdúszoboszlói Gyógyfürdő főbejárata.

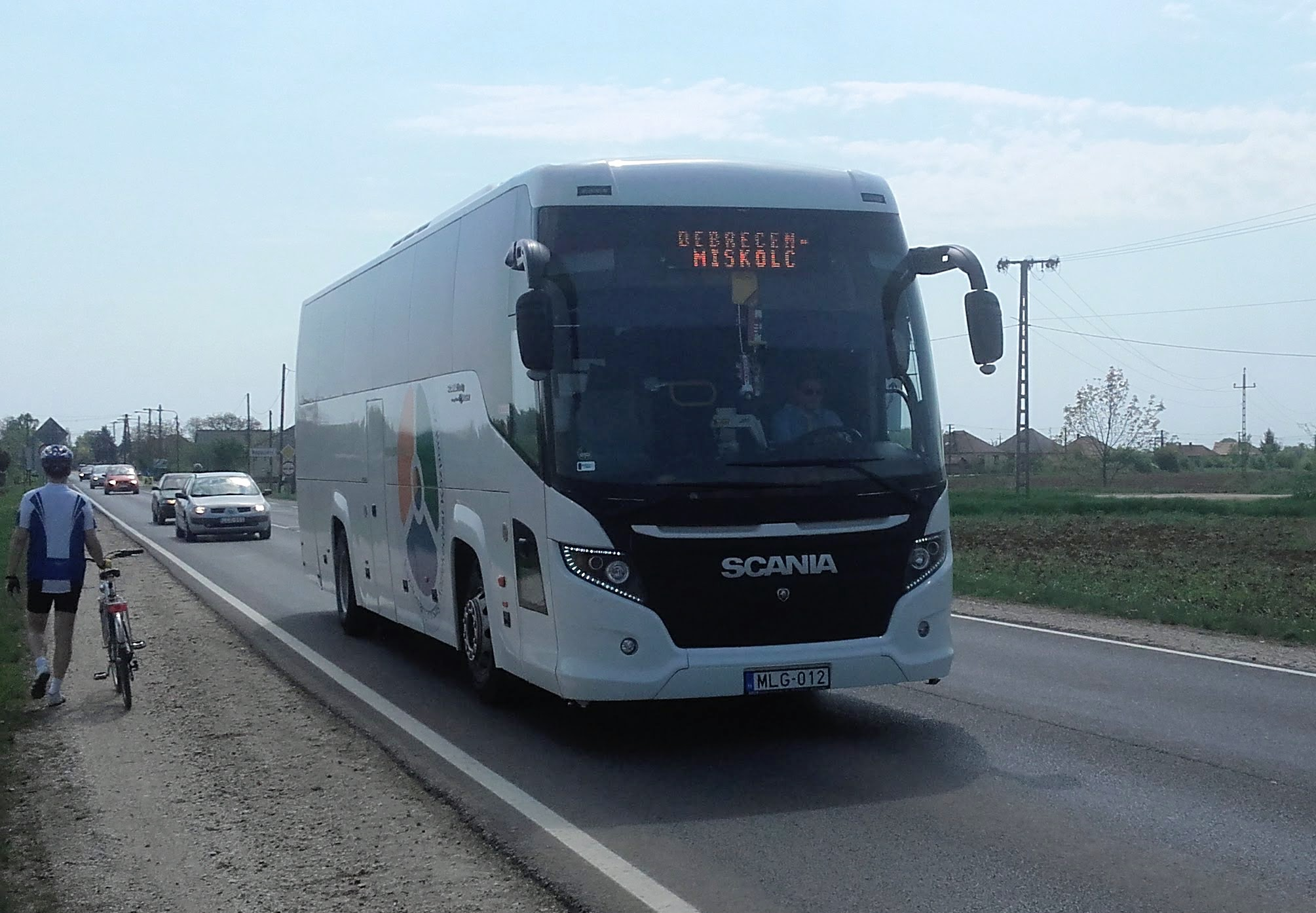
Nagycsécs közelében az egyik Scania autóbusz

Ellentétes irányban Ebes belterülete naponta 1 alkalommal érintett, valamint Miskolc Egyetemvárosa kitérés által is érintett egyes vasárnapokon.

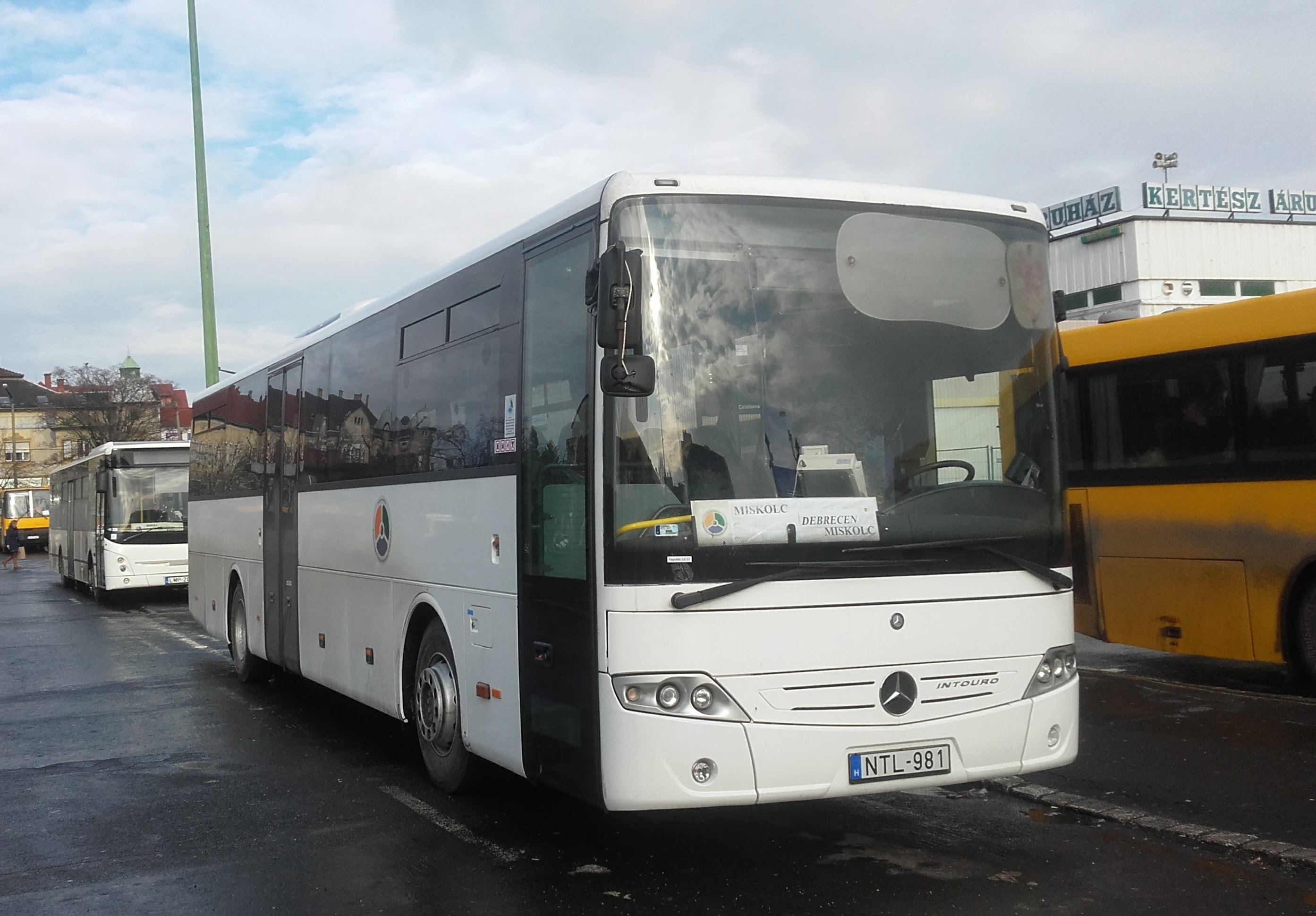
A Búza téren várakozik a visszaindulásra

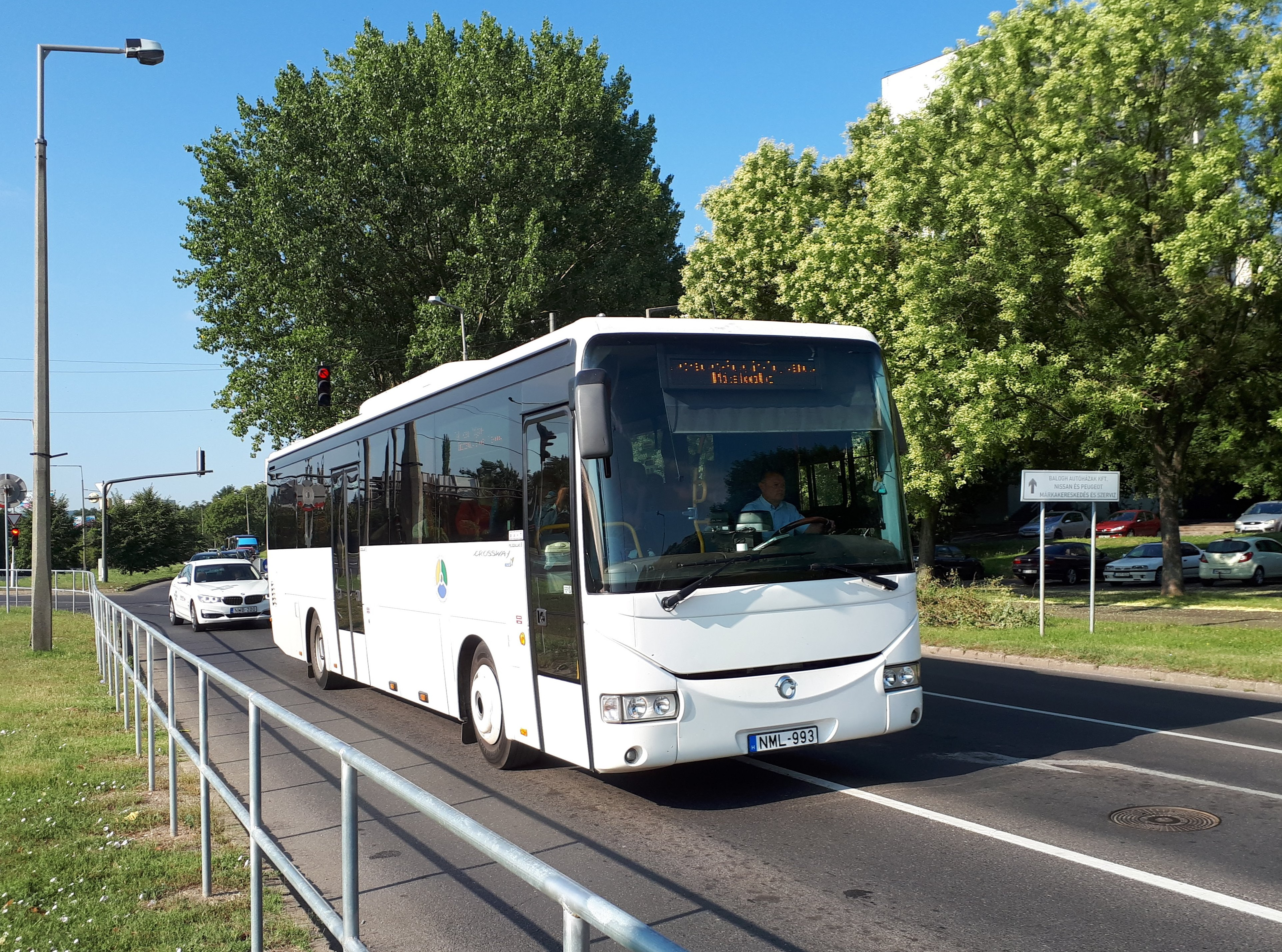
Irisbus Crossway érkezett a borsodi megyeszékhelybe

## Közlekedése

### Sűrűsége, autóbuszok
Indításszáma magas, vegyesen a miskolci, illetve a debreceni üzemegységből kerülnek autóbuszok a vonalra. Korábban Mercedes-Benz Conecto G is előfordult a vonalon, de a csökkenő utazási igények miatt később eltűntek a csuklós buszok erről a viszonylatról. Körülbelül 70 ezer (Debrecennel együtt 270 ezer) ember lakik az általa érintett településeken. Ütemezetten félóránként, óránként közlekedik, jellemzően a hetek első tanítási napját megelőző munkaszüneti napon duplajáratok is indulnak (egyik expresszjárat általában), közülük a Hajdúszoboszlóig tartó autóbuszok sem esnek ki az ütemezett menetrendből, ahhoz alkalmazkodnak. 

#### Törzsjárművei
- az LJK-181 rendszámú Irisbus Evadys,
- az NTL-987 rendszámú Mercedes-Benz Intouro,
- az NML-988 rendszámú Irisbus Crossway,
- a TDE-319 rendszámú Mercedes-Benz Intouro autóbuszok.

| Viszonylat                                            | Indításszám       | Közlekedési rend                                               |
| ----------------------------------------------------- | ----------------- | -------------------------------------------------------------- |
| Miskolc, aut. áll. – Debrecen, Orvostudományi Egyetem | 1 vissza          | a hetek utolsó tanítási napján                                 |
| Miskolc, aut. áll. – Debrecen, Orvostudományi Egyetem | 1 oda             | a hetek első tanítási napja előtti munkaszüneti napokon        |
| Miskolc, aut. áll. – Debrecen, aut. áll.              | 12 oda, 13 vissza | a hetek utolsó tanítási napján kívül                           |
| Miskolc, aut. áll. – Debrecen, aut. áll.              | 14 oda, 13 vissza | a hetek utolsó tanítási napján                                 |
| Miskolc, aut. áll. – Debrecen, aut. áll.              | 12 oda, 13 vissza | tanszünetben munkanapokon                                      |
| Miskolc, aut. áll. – Debrecen, aut. áll.              | 12 pár            | szabadnapokon                                                  |
| Miskolc, aut. áll. – Debrecen, aut. áll.              | 12 oda, 11 vissza | a hetek első tanítási napját megelőző munkaszüneti napon kívül |
| Miskolc, aut. áll. – Debrecen, aut. áll.              | 14 oda, 13 vissza | a hetek első tanítási napját megelőző munkaszüneti napon       |
| Miskolc, aut. áll. – Hajdúszoboszló, aut. áll.        | 5 pár             | munkanapokon                                                   |
| Miskolc, aut. áll. – Hajdúszoboszló, aut. áll.        | 4 oda, 5 vissza   | szabadnapokon                                                  |
| Miskolc, aut. áll. – Hajdúszoboszló, aut. áll.        | 3 oda, 5 vissza   | munkaszüneti napokon                                           |
| Miskolc (Egyetem), kollégiumok ➝ Debrecen, aut. áll.  | 1 oda             | a hetek utolsó tanítási napján                                 |

### Járatfajtái
A járatot összevonásuk előtt a Borsod Volán és a Hajdú Volán üzemeltette: a két vállalat eltérő politikája (melyik megállókban állnak meg) a mai napig meghatározó. Jelenleg négy kategóriára osztható:
1. alapjáratok:
  - általában az Alföldön tömegközlekedésileg hiányos helyszíneket, elágazásokat érinti, községenként 1, városokban 2-3 megállóban áll meg, viszont olyan járat nem létezik, mely mindet érintené egyszerre. Előfordulása ritka, alig néhányszor reggel és este.
2. gyorsjáratok:
  - a nagyobb utasforgalmú megállókban állnak meg, Nagycsécset és Sajószögedet, valamint Hajdúböszörmény távolabbi településrészeit kivéve. A nap folyamán döntő többségben ilyen járatok közlekednek.
3. expresszjáratok:
  - jellemzően a hetek utolsó tanítási napján és a hetek első tanítási napját megelőző munkaszüneti napon közlekednek, mikor is több esetben előfordul a duplaindítás szükségessége. Ezesetben járattól függően akár falvakat, városokat hagynak ki.
4. kollégistajáratok:
  - szintén a hetek utolsó tanítási napján és a hetek első tanítási napját megelőző munkaszüneti napon közlekednek, azonban a kettő nagyváros egyetemi részeiből, névszerint Miskolc Egyetemvárosából és Debrecen Egyetemvárosából juttatják el a tanulókat járattól függően kizárólag Tiszaújvárosba, Polgárra, Görbeházára és Hajdúböszörménybe. A párhuzamosan futó autópálya ellenére az indítások a főutat veszik igénybe.

### Azonos útvonalon közlekedő vonalak
A 121 kilométeres útja több autóbuszvonalból áll össze, ugyanakkor több távolsági járat is helyettesíti a járatokat csúcsidőben. Ezzel a két város közötti ütemezett indítás sem marad ki, olykor a nagyobb viszonylat végett átszállásmentes eljutás is biztosított lehetséges távolabbi pontokra.
Az alábbi járatokból áll össze:
- Miskolc – Tiszaújváros szakasz: 3745
- Tiszaújváros – Görbeháza szakasz: 3960
- Görbeháza – Debrecen szakasz: 4463
- Debrecen – Hajdúszoboszló szakasz: 4445

Az alábbi járatok helyettesítik:
| Vonalszáma | Vonal útvonala                                              | Szakasz, amelyet helyettesíti            |
| ---------- | ----------------------------------------------------------- | ---------------------------------------- |
| 1373       | Miskolc – Tiszaújváros – M3-as autópálya – Debrecen – Gyula | Miskolc, aut. áll. – Debrecen, aut. áll. |
| 1374       | Miskolc – Debrecen – Békéscsaba – Szeged                    | Miskolc, aut. áll. – Debrecen, aut. áll. |
| 1410       | Debrecen ➝ Tiszaújváros ➝ Miskolc ➝ Ózd                     | Miskolc, aut. áll. – Debrecen, aut. áll. |
| 1411       | Ózd ➝ Miskolc ➝ M3-as autópálya ➝ Debrecen                  | Miskolc, aut. áll. – Debrecen, aut. áll. |

### A vasúttal szembeni pro és contra
Miskolc és Debrecen a Tokaj InterCitykkel is össze van kapcsolva kétóránként Szerencs – Tokaj – Nyíregyháza felé. A következő táblázat a kettő nagyváros közötti tömegközlekedést (2024 ősz) mutatja be autóbuszon és vasúton ebben az irányban.
|                         | Busz | Vasút                                                             |
| ----------------------- | --- | ----------------------------------------------------------------- |
| Megtett táv             | 101–104 km | 138 km                                                            |
| Érintett települések    | - Miskolc - Mályi - Nyékládháza - Nagycsécs - Sajószöged - Tiszaújváros - Polgár - Görbeháza - Pród - Hajdúböszörmény - Debrecen                | - Miskolc - Szerencs - Tokaj - (Rakamaz) - Nyíregyháza - Debrecen |
| Menetidő                | 100–132 perc | 95–101 perc                                                       |
| Gyakoriság              | - tanítási napokon: 20 / 23 pár - tanszünetben munkanapokon: 20 pár - szabadnapokon: 19 pár - munkaszüneti napokon: 16 / 22 oda, 18 / 22 vissza | - naponta: 8 pár                                                  |
| Követési idő            | 10–80 perc | 120 perc                                                          |
| Menetjegy ára (felnőtt) | 1860 Ft | 2520 Ft                                                           |

## Megállóhelyei
| 0                                                                                       | Miskolc, autóbusz-állomás végállomás                  | 0.0 km   | 1, 1G, 3, 3A, 4, 7, 11, 12G, 20, 20A, 24, 28, 32, 34G, 35, 43, 44, 45, 101B, 900, 914, 935 1050, 1053, 1369, 1370, 1373, 1374, 1375, 1376, 1377, 1380, 1381, 1383, 1384, 1410, 1411 3700, 3701, 3702, 3703, 3704, 3705, 3706, 3707, 3708, 3709, 3710, 3711, 3712, 3714, 3715, 3716, 3717, 3718, 3719, 3720, 3721, 3722, 3723, 3724, 3726, 3727, 3728, 3729, 3730, 3731, 3733, 3734, 3735, 3736, 3737, 3738, 3739, 3740, 3741, 3742, 3743, 3744, 3745, 3746, 3747, 3748, 3749, 3750, 3751, 3752, 3753, 3754, 3755, 3757, 3760, 3761, 3764, 3765, 3766, 3767, 3770, 3772, 3773, 3774, 3775, 3776, 3777, 4019 |
| 1                                                                                       | Miskolc, Vörösmarty út (↓)                            | 1.0 km   | 3A, 14G, 21, 21G, 24, 32, 35, 45, 901, Auchan 1 1050, 1369, 1370, 1375, 1376, 1377, 1380, 1381 3738, 3739, 3740, 3741, 3742, 3743, 3744, 3745, 3746, 3747, 3748, 3749, 3750, 3751, 3752, 4019 |
| ∫                                                                                       | Miskolc, Corvin utca (↑)                              | ∫        | 20, 28, 34, 35, 43, 44, Auchan 1 1369, 1370, 1375, 1376, 1377, 1410 3738, 3739, 3740, 3741, 3742, 3743, 3744, 3745, 3746, 3747, 3748, 3749, 3750, 3751, 3752, 4019 |
| 2                                                                                       | Miskolctapolcai elágazás                              | 3.2 km   | 4, 14, 20, 24, 30, 32, 34, 36, 43, 44, 45, 900, 914, 935 1050, 1369, 1370, 1373, 1374, 1375, 1376, 1377, 1380, 1381, 1410, 1411 3738, 3739, 3740, 3741, 3742, 3743, 3744, 3745, 3746, 3747, 3748, 3749, 3750, 3751, 3752, 4019 |
| A hetek első iskolai előadási napját megelőző munkaszüneti napon 2 alkalommal érintett. |                                                       |          | |
| ∫                                                                                       | Miskolc (Egyetem), kollégiumok vonalközi végállomás   | ∫        | 12, 20, 20A, 29, 39, 53, 900, 914 |
| 3                                                                                       | Miskolc, harsányi útelágazás                          | 6.5 km   | 4, 43, 44, 53 1050, 1369, 1375, 1376, 1377, 1381 3738, 3739, 3740, 3741, 3742, 3743, 3744, 3745, 3746, 3747, 3748, 3749, 3750, 3751, 3752, 4019 |
| 4                                                                                       | Mályi, bolt                                           | 11.1 km  | 1050, 1369, 1370, 1375, 1376, 1377, 1380, 1381, 1410 3739, 3740, 3741, 3742, 3743, 3744, 3745, 3747, 3748, 3749, 3750, 4019 |
| 5                                                                                       | Nyékládháza, Szemere utca 53.                         | 14.1 km  | 1050, 1369, 1370, 1375, 1376, 1377, 1380, 1381, 1410 3745, 3747, 3748, 3749, 3750, 4019 |
| 6                                                                                       | Nagycsécs, posta                                      | 24.2 km  | 1369, 1370, 1426, 1427 3734, 3737, 3744, 3745, 3752, 3971, 4009 |
| 7                                                                                       | Sajószöged, községháza                                | 27.8 km  | 1369, 1370, 1426, 1427 3734, 3737, 3739, 3744, 3745, 3752, 3966, 3967, 3968, 3969, 3970, 3971, 4009 |
| 8                                                                                       | Tiszaújváros, autóbusz-állomás                        | 31.8 km  | 1, 1A, 2, 3 1055 1369, 1370, 1374, 1410, 1426, 1427 3731, 3733, 3737, 3739, 3744, 3745, 3752, 3952, 3960, 3963, 3965, 3966, 3967, 3968, 3969, 3970, 3971, 3974, 3975, 4008, 4240, 4241, 4484 |
| 9                                                                                       | Tiszaújváros, bejárati út                             | 32.7 km  | 2 1369, 1370, 1410, 1426, 1427, 1450 3731, 3733, 3737, 3739, 3744, 3745, 3952, 3960, 3963, 3964, 3965, 3966, 3968, 3970, 3971, 3975, 4008, 4240, 4241, 4484 |
| 10                                                                                      | Tiszaújváros, Volán-telep                             | 33.5 km  | 2 1369, 1370, 1410, 1450 3739, 3952, 3960, 3963, 3964, 3965, 4008, 4240, 4241, 4484 |
| 11                                                                                      | Tiszapart városrész elágazás                          | 35.5 km  | 2 1369, 1370, 1410, 1450 3739, 3952, 3960, 4240, 4241, 4484 |
| 12                                                                                      | Polgár, autóbusz-váróterem                            | 41.5 km  | 1055 1369, 1370, 1373, 1374, 1410, 1426, 1427, 1450 3739, 3952, 3960, 4240, 4241, 4463, 4482, 4484, 4488 |
| 13                                                                                      | Polgár vasútállomás, bejárati út                      | 43.2 km  | 1410, 1450 3960, 4240, 4463, 4482, 4484 |
| 14                                                                                      | Polgár, ipari park                                    | 45.1 km  | 1410 3960, 4463, 4482 |
| Naponta 2 alkalommal érintett.                                                          |                                                       |          | |
| ∫                                                                                       | Polgár, Outlet Center                                 | ∫        | 1374 3960 |
| 15                                                                                      | Görbeháza, autóbusz-váróterem                         | 53.3 km  | 1374, 1410 3960, 4463, 4482 |
| 16                                                                                      | Görbeháza, újtelep                                    | 54.8 km  | 1410 4463 |
| ∫                                                                                       | Fajtakísérleti állomás                                | ∫        | 4463 |
| 17                                                                                      | Pródi tanya                                           | 58.6 km  | 4463 |
| 18                                                                                      | Hajdúböszörmény (Pród), autóbusz-váróterem            | 65.9 km  | 1410 4463 |
| 19                                                                                      | Hajdúböszörmény (Újtisza), gátőrház                   | 70.3 km  | 4463 |
| ∫                                                                                       | Balmazújvárosi útelágazás (35-ös főút)                | ∫        | 4463 |
| ∫                                                                                       | Csillag mezőgazdasági tsz I. üzemegység               | ∫        | 4463 |
| 20                                                                                      | Hajdúböszörmény, Árpád út                             | 80.8 km  | 1410 4459, 4463, 4478 |
| 21                                                                                      | Hajdúböszörmény, Kálvin tér                           | 82.0 km  | 1374, 1410, 1446 4459, 4460, 4463, 4466, 4478, 4479, 4481 |
| 22                                                                                      | Debrecen-Józsa                                        | 91.6 km  | 34, 34A, 35, 35A, 35E, 35Y, 35YA, 36, 36A, 36R, 94, J1 1410, 1446 4459, 4460, 4461, 4463, 4464, 4466 |
| 23                                                                                      | Debrecen, Agrártudományi Centrum                      | 97.5 km  | 15, 15G, 15H, 15Y, 15YH, 22, 22Y, 24, 24Y, 34, 34A, 35, 35A, 35Y, 35YA, 36, 36A, 52E, 61, 93, 94 1373, 1374, 1410, 1411 4459, 4460, 4461, 4463, 4464, 4466 |
| Csak az itt végállomásozók által érintett.                                              |                                                       |          | |
| ∫                                                                                       | Debrecen, Orvostudományi Egyetem vonalközi végállomás | ∫        | 10, 10Y, 12, 13, 22, 24, 51E, 52E, 92, 93, 94 1 |
| 24                                                                                      | Debrecen, Hortobágy utca                              | 99.1 km  | 15, 15G, 15H, 15Y, 15YH, 22, 22Y, 34, 34A, 35, 35A, 35Y, 35YA, 36, 36A, 52E, 61 1343, 1374, 1410, 1446, 1447, 1450 4450, 4451, 4452, 4453, 4459, 4460, 4461, 4463, 4464, 4466 |
| 25                                                                                      | Debrecen, autóbusz-állomás végállomás                 | 100.6 km | 10, 10Y, 19, 19H, 20E, 25, 25Y, 34, 35, 35E, 35Y, 36, 41, 41Y, 42, 45, 46, 46E, 46EY, 46H, 60, 60H, 93, 94, 125, 125Y, 146 3, 4, 5, 5A 1301, 1343, 1344, 1373, 1374, 1410, 1432, 1440, 1441, 1443, 1446, 1447, 1449, 1450 4425, 4304, 4323, 4324, 4400, 4401, 4402, 4403, 4405, 4406, 4407, 4408, 4410, 4412, 4413, 4414, 4415, 4416, 4420, 4421, 4422, 4423, 4430, 4431, 4432, 4434, 4438, 4440, 4445, 4446, 4450, 4451, 4452, 4459, 4460, 4461, 4463, 4464, 4466, 4512 |
| Naponta 2 alkalommal nem érintett.                                                      |                                                       |          | |
| 26                                                                                      | Debrecen, Kadosa utca                                 | 101.9 km | 22, 22Y, 24, 24Y, 41, 41Y, 45, 146 1443 4440, 4445, 4446, 4447, 4475, 4477 |
| 27                                                                                      | Ebes, bejárati út                                     | 112.7 km | 1343, 1344, 1443 4445, 4446, 4447, 4475, 4477 |
| Naponta 1 alkalommal érintett.                                                          |                                                       |          | |
| ∫                                                                                       | Ebes, községháza                                      | ∫        | 4440, 4445, 4446 |
| ∫                                                                                       | Ebes, Hunyadi utca                                    | ∫        | 4445, 4446 |
| 28                                                                                      | Hajdúszoboszló, autóbusz-állomás végállomás           | 120.2 km | 1, 1A, 2, 2A, 3 1344, 1443 4445, 4446, 4447, 4473, 4475, 4476, 4477, 4542 |